# Фантастическая фигура (геральдика)
Фантастическая фигура — негеральдические фигуры, заимствованные из поэзии или мифологии, имеющие наполовину человеческие и наполовину животные формы, или же изображения фантастических животных.

## История
Изображение фантастических животных идёт от посещения Святой земли паломниками, которые приезжали, рассказывали и делали зарисовки животных, часто со значительными искажениями. Известны иллюстрации из "Путешествия в Святую землю" в 1486 году немецкого рыцаря Бернарда фон Брейденбаха, где автор в пояснении к рисункам безапелляционно утверждает, что звери изображены достоверно, в том виде в котором он их видел. В числе рисунков были и два рисунка фантастических животных — единорог и саламандра.
В память о паломничестве, рыцарском походе в Палестину, откуда привозились рассказы и предания, а также для устрашения врагов, сперва на щитах, а потом и на гербах начали появляться фантастические животные. Моряки изображали фигуры покровительниц морей и океанов на кораблях, на бортах вывешивали свои щиты с гербами плывшие рыцари. С развитием символизма и придания фантастическим животным определённых черт, характеров и покровительства, данные фигуры начали массово появляться в европейской геральдике.
В польской геральдике гербами Боньча и Гриф пользуются шляхетские рода. Значимыми фантастическими фигурами вошедшие в современную русскую геральдику: герб Москвы, Московской области, герб Казани.

## Фантастические фигуры
Наиболее часто в геральдических щитах и как щитодержатели встречаются:
| Термин                      | Пояснение |
| --------------------------- | --- |
| Барс крылатый               | Официальный герб республики Татарстан. |
| Василиск                    | Мифический чудовищный змей. Символ могущества, свирепости и царственности. |
| Вампир                      | Иногда называется крылатый змей. |
| Водяной лев                 | Имеет переднюю половину туловища львиную, а заднюю рыбью. |
| Волкоглавый орёл            | Орёл с головою и хвостом волка. |
| Гарпия                      | Обыкновенно служит символом скупости, сребролюбия и разных пороков, а иногда крепости и силы. Она всегда изображается впрямь и имеет женский бюст, а остальное туловище орлиное. |
| Гриф                        | Фантастическая фигура, имеющая переднюю половину орлиную, а заднюю — львиную. Олицетворяет могущество и власть. |
| Грифон                      | Чудовищная птица с орлиным клювом и телом льва. Символизирует могущество, власть, бдительность, быстроту и силу. |
| Горгона                     | Иногда называется Медуза Горгона. |
| Дракон                      | Фантастическое животное, имеющее голову и ноги орлиные, туловище крокодила и крылья летучей мыши. Иногда он имеет человеческую голову, в таком случае он называется чудовищным. Если у него голова львиная, то он называется драконо-образным львом. |
| Единорог                    | Символ чистоты, силы и твёрдости. Изображается в виде коня с длинным рогом, идущим со лба вниз козьей бородой, раздвоенными копытами и львиным хвостом. В ранних гербах изображался конём с рогом во лбу. Если единорог изображён поднявшимся, то он называется — угрожающим. Очень часто в гербах встречаются борящиеся лев и единорог, а также часто используется в качестве щитодержателя. |
| Камелопард                  | Гибрид леопарда с жирафом. Символизирует отвагу, натиск и рвение. |
| Кентавр (Центавр, Минотавр) | Передняя часть туловища у него человеческая (голова, грудь и руки), а остальное — конское. Если остальная часть бычья, то такая фигура называется минотавром. Иногда кентавр в описании гербов называется — стрельцом. Если кентавр держит в руках натянутый лук, то это — кенбарв-лучник. |
| Козерог                     | На половину козёл, на половину рыба. |
| Мартлет                     | Мифическая безногая птица-вестник, напоминает ласточку или стрижа. На гербах изображается с двумя пучками перьев вместо ног. В Европейской геральдике используется для обозначения четвёртого сына, иногда символизирует дочерей рыцаря. |
| Пегас                       | Белоснежный крылатый конь из греческой мифологии. Избран в качестве эмблемы Тамплиерами. Символизировал славу, красноречие и созерцание. |
| Русалка                     | Изображается с зеркалом в одной руке и гребнем в другой. Иногда изображаются воинственные русалки — вооружённые щитом и мечом, крылатые русалки, имеющие за спиной крылья и русалки с раздвоенным хвостом. |
| Саламандра                  | Не сгорающая в огне амфибия. Всегда изображается в языках пламени. В русской геральдике данная фигура в гербе Хрущовых. |
| Сатир                       | Получеловек, полукозёл. Изображается со стрелой в одной руке, во второй лук, за плечами колчан со стрелами. |
| Сирена                      | Женская фигура — имеющая вместо ног рыбий хвост. Она служит символом красноречия, приятного голоса, пения и роскоши. Обыкновенно изображается со свитком, двумя флейтами, лирою, зеркалом или гребнем в руках. |
| Сфинкс                      | Служит символом разума, веры, мудрости и сохранения тайны. Изображается с женской головою, когтями льва и остальным туловищем собаки. Иногда ему придают орлиные крылья, а туловище львиное. |
| Феникс                      | Фантастическая птица, символ вечности и воскресения мёртвых. Так как думали, что он возрождается из своего пепла, то всегда изображается на костре, глядящим на солнце. Если костёр отличного от птицы цвета, то он указывается. |
| Химера                      | Изображается с женской головою и грудью (иногда с львиной головою), туловищем козы, львиными лапами и змеиным хвостом. Иногда называется фея-химера (faa). |
| Энфийлд                     | Животное с головой и хвостом лисицы, задними ногами и туловищем волка, имеет вместо передних ног орлиные лапы. |